# At Your Own Risk
Albums de King Tee
Act a Fool
(1988) Tha Triflin' Album
(1993)
Singles
1. Ruff Rhyme (Back Again)
Sortie : 1990
2. At Your Own Risk
Sortie : 1990
3. Diss You
Sortie : 1990
4. Played Like a Piano
Sortie : 1990

At Your Own Risk est le deuxième album studio de King Tee, sorti le 2 octobre 1990.
L'album s'est classé 35e au Top R&B/Hip-Hop Albums et 175e au Billboard 200.

## Liste des titres
Toutes les chansons sont écrites et composées par King Tee, sauf mention contraire.
| No  | Titre                                                                    | Auteur                      | Contient un (des) sample(s) de | Durée |
| --- | ------------------------------------------------------------------------ | --------------------------- | --- | ----- |
| 1.  | Introduction (Produit par Bilal Bashir et King Tee)                      |                             | The Message from the Soul Sisters de Myra Barnes | 2:25  |
| 2.  | At Your Own Risk (Produit par DJ Pooh et King Tee)                       |                             | So Ruff, So Tuff de Roger Funky President (People It's Bad) de James Brown Atomic Dog de George Clinton | 4:06  |
| 3.  | Ruff Rhyme (Back Again) (Produit par DJ Pooh)                            |                             | Save the World du Southside Movement Hot Pants - I'm Coming, I'm Coming, I'm Coming de Bobby Byrd You Must Learn (Live From Caucus Mountains Remix) des Boogie Down Productions The Grunt des J.B.'s It's Your Rock des Fantasy Three Get Up Offa That Thing de James Brown I Ain't No Joke d'Eric B. & Rakim Bass (Original) de King Tee | 3:31  |
| 4.  | On the Dance Tip (Produit par Bronick Wrobleski, J.R. Coes et DJ Pooh)   |                             | Dance Floor de Zapp Let's Have Some Fun des Bar-Kays Run's House de Run–DMC | 4:07  |
| 5.  | Jay Fay Dray (Produit par DJ Pooh)                                       |                             | Hydra de Grover Washington, Jr. I Like Funky Music d'Uncle Louie Down on the Avenue du Fat Larry's Band | 1:06  |
| 6.  | Skanless (Produit par DJ Pooh)                                           |                             | Heaven and Hell Is on Earth du 20th Century Steel Band Hyperbolicsyllabicsesquedalymistic d'Isaac Hayes | 4:19  |
| 7.  | Take You Home (Produit par DJ Pooh et J.R. Coes)                         |                             | Bouncy Lady de Pleasure You Can Make It if You Try de Sly & the Family Stone 10% Dis de MC Lyte featuring Audio Two | 4:17  |
| 8.  | Diss You (Produit par Bilal Bashir)                                      | Keith Richards, Mick Jagger | Miss You des Rolling Stones Let a Woman Be a Woman - Let a Man Be a Man de Dyke and the Blazers Mister Ed de Jay Livingston The Big Beat de Billy Squier Think (About It) de Lyn Collins | 4:15  |
| 9.  | Time to Get Out (Produit par DJ Pooh)                                    |                             | Blue Juice de Jimmy McGriff Different Strokes de Syl Johnson | 3:28  |
| 10. | Can This Be Real (Remix) (Produit par DJ Aladdin, DJ Pooh et King Tee)   |                             | Soul Power de James Brown Ashley's Roachclip des Soul Searchers Funky Drummer de James Brown Impeach the President des Honey Drippers If It Don't Turn You on (You Oughta Leave It Alone) du B.T. Express | 3:46  |
| 11. | E Get Swift (Produit par DJ Pooh et E-Swift)                             |                             | Different Strokes de Syl Johnson Back to Life (Acapella) de Soul II Soul Funky President (People It's Bad) de James Brown I Get Lifted de George McCrae Coast to Coast de Word of Mouth featuring DJ Cheese Quiet on tha Set de N.W.A Hook and Sling - Part I d'Eddie Bo Hot (I Need to Be Loved, Loved, Loved) de James Brown            | 3:49  |
| 12. | Do Your Thing (Produit par DJ Pooh)                                      |                             | | 1:37  |
| 13. | King Tee Production (Produit par DJ Pooh et King Tee)                    |                             | Different Strokes de Syl Johnson Do You Like It du B.T. Express | 2:31  |
| 14. | Played Like a Piano (featuring Breeze et Ice Cube – Produit par DJ Pooh) |                             | Knucklehead de Grover Washington, Jr. | 4:59  |